# Zapadlisko Wolbromka
Zapadlisko Wolbromka – niewielka jednostka geologiczna (tektoniczna) w północno-zachodniej części Sudetów, stanowiąca południowo-wschodnią część depresji północnosudeckiej.
Od północnego zachodu łączy się z rowem Świerzawy. Od północy ogranicza je uskoki: Świerzawy północny, od północnego wschodu obcięte jest przez sudecki uskok brzeżny. Granice południowa i zachodnia są w znacznej mierze zakryte osadami czwartorzędu.
Wypełniają je górnokarbońskie szare zlepieńce, piaskowce i łupki, oraz dolnopermskie (czerwony spągowiec), przeważnie czerwone, piaskowce, zlepieńce, porfiry, melafiry i ich tufy.
Pod względem geograficznym obejmuje podłoże południowo-wschodniej części Pogórza Kaczawskiego – skrajnie zachodni fragment Rowu Świerzawskiego i część Pogórza Wojcieszowskiego oraz niewielką, północno-zachodnią część Pogórza Wałbrzyskiego – Obniżenie Wolbromka.